# Sonata per pianoforte n. 7 (Skrjabin)
La Sonata per pianoforte n. 7, Op. 64, chiamata anche Messa bianca, fu composta da Aleksandr Nikolaevič Skrjabin nel 1911.

## Storia
La Messa bianca è strettamente correlata alla sua precedente, la sesta sonata. Entrambi i lavori furono composti nel 1911–1912 e sono strutturalmente e stilisticamente analoghi. 
Skrjabin riferì di temere la sua sesta sonata, considerandola corrotta da forze demoniache ed arrivò a rifiutarsi di eseguirla in pubblico. Skrjabin scrisse la settima sonata come esorcismo contro le suddette forze demoniache, dandole il nome di Messa bianca come per rifletterne la sua natura celestiale.
Il compositore era particolarmente affezionato al brano, probabilmente a causa dei suoi significati messianici e ne perfezionò la struttura con particolarità ritmiche e dinamiche.
La Sonata per pianoforte n° 7 non è affine alla nona sonata, composta nel 1912–13, alla quale venne dato da terzi, con il consenso di Skrjabin, il nome Messa nera.

## Analisi
La sonata consiste di un solo movimento, un Allegro, della durata di 10–13 minuti.
Le indicazioni aggiuntive nella partitura forniscono indicazioni riguardo alle varie atmosfere del brano come "mystérieusement sonore" (misteriosamente sonoro), o "avec une sombre majesté" (con oscura maestosità). Come la precedente, la settima sonata è ricca di violenti contrasti, complessi contrappunti, tritoni e furiosi arpeggi.

## Esecuzioni
La messa bianca è una delle più ardue sonate del compositore russo. Alcuni famosi esecutori come Vladimir Horowitz e Vladimir Sofronickij non eseguirono mai il brano a causa delle loro superstizioni. Al contrario, Svjatoslav Richter eseguì numerose volte la settima sonata nel corso della sua carriera.